# Neofytus VIII van Constantinopel

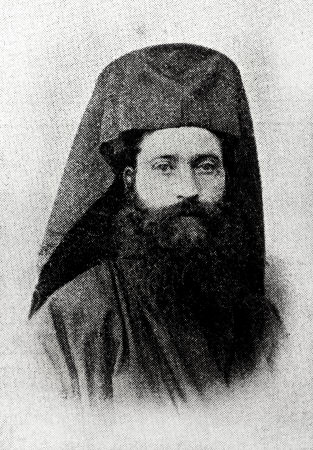
Neophytus VIII

Neofytus VIII (Grieks: Νεόφυτος Η') (Serres, 1832 - Burgazada (Prinseneilanden), 18 juli 1909) was van 8 november 1891 tot 6 november 1894 patriarch van Constantinopel.
Hij werd geboren in Proti Serres (toen Kupkioi) in 1832. Op zesjarige leeftijd werd hij naar het Tweelingklooster gestuurd waar familieleden van hem woonden. In 1851 begon hij zijn studie aan de Theologische School van Halki. Tijdens zijn studie werd hij tot diaken gewijd en omgedoopt tot Neophytos.
Na zijn studie werkte hij kort als leraar, en vervolgens als assistent van de Metropoliet van Nyssa en later van Stromnitz. Daarna ging hij naar Duitsland, waar hij Duits leerde en theologie studeerde in München. Bij zijn terugkeer werd Neofytus aartsbisschop van de stad Amasia, vanwaar hij werd benoemd tot archimandriet.

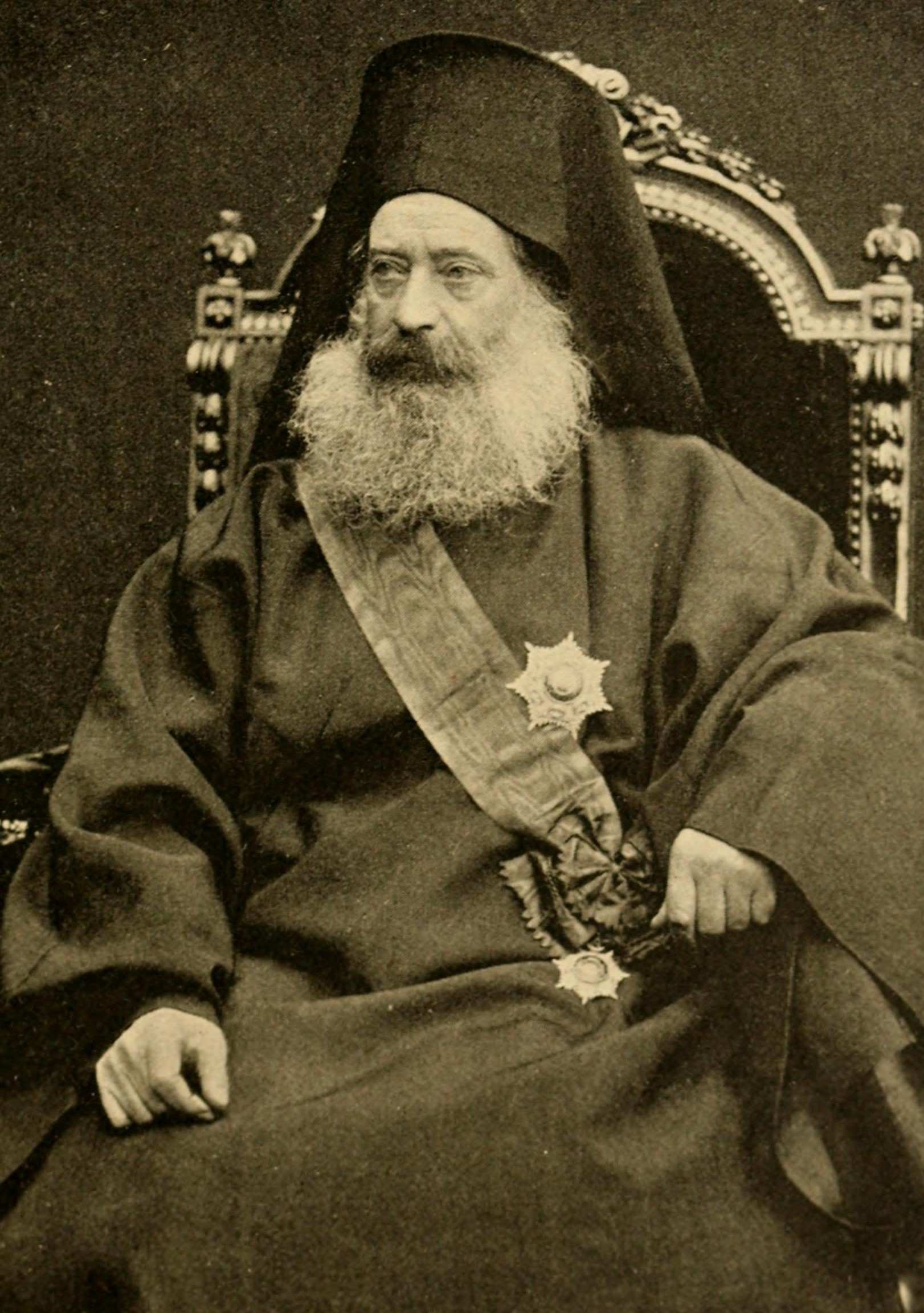
Neofytus VIII

Op 25 november 1867 werd hij tot bisschop van Eleutheropolis gekozen. Op 19 januari 1872 werd hij overgeplaatst naar de metropool Philippopolis, het huidige Plovdiv. In 1878 was hij kandidaat voor de Patriarchale verkiezingen, waarbij Joachim III van Constantinopel tot Patriarch werd verkozen. In 1880 werd hij overgeplaatst naar de kathedraal van Edirne. In 1886 nam hij ontslag vanwege overwerktheid en ging hij naar het klooster op de berg Oros Athos. In 1887 werd hij gekozen tot Metropoliet van Pelagonia en in 1891 Metropoliet van Nicopolis en Preveza.
Na de dood van Oecumenisch Patriarch Dionysius V van Constantinopel, werd Neofytus op 27 oktober 1891 tot nieuwe Patriarch gekozen, maar niet zonder controverse en incidenten. Op 2 november van datzelfde jaar werd hij gepresenteerd aan Sultan Abdülhamit II en vervolgens gekroond.
Tijdens zijn patriarchaat besprak hij de zogenaamde "schoolkwestie", dat wil zeggen de kwestie van de erkenning van scholen van de expatriates, evenals de kwestie van de introductie van hen in het Turkse taalonderwijs. Er werd ook besloten om bij het Oecumenisch Patriarchaat een doxologie uit te spreken op de dag van de verjaardag van de Sultan, evenals op de dag van het herstel van de nieuwe Sultan op de Troon. Zijn patriarchaat begon ook met de oprichting van een kadastraal register van kloosters.
Op 25 oktober 1894 werd Neofytus gedwongen af te treden en trok hij zich terug op het eiland Antigone, waar hij stierf op 5 juli 1909. Hij werd begraven op de begraafplaats van de Theologische School van Halki.